# Село имени Калжан Ахуна
Село имени Калжан Ахуна (каз. Қалжан Ахун, до 1997 г. — Амангельды) — село в Сырдарьинском районе Кызылординской области Казахстана. Административный центр и единственный населённый пункт сельского округа им. Калжан. Находится примерно в 7 км к западу от районного центра, посёлка Теренозек. Код КАТО — 434844100.
Названа в честь Калжана Ахуна.

## Население
В 1999 году население села составляло 1178 человек (582 мужчины и 596 женщин). По данным переписи 2009 года, в селе проживали 1174 человека (602 мужчины и 572 женщины).